# M48パットン
M48 パットン（英語：90mm Gun Tank M48 "Patton"）は、アメリカ合衆国が開発した第二次世界大戦後第1世代型主力戦車である。愛称はパットン（Patton）。
パットンシリーズの第3弾、M46パットン、M47パットンの後継戦車である。

## 概要
朝鮮戦争の勃発により急遽開発されたM47の後継として開発されたが、朝鮮戦争には間に合わなかった。更に部隊配備開始直後に確認されたソビエトの新型主力戦車であるT-54は、本車を上回る口径100mmの主砲と装甲を持つと分析され、部隊配備開始とほぼ同時に後継となるM60（開発当初名称M68）の開発が開始されて配備された。そのためアメリカ軍で主力戦車として用いられた期間は短いが、ベトナム戦争では派遣部隊の主力戦車として用いられた。
後に主砲を105mm砲に変更した改良型が、M60の部隊配備開始後も州兵部隊を中心に配備されて運用された。アメリカ軍の他、冷戦下の西側諸国に広く供与され、それらの国では独自の改修を加えた型が長らく使用されている。

## 開発
アメリカ陸軍は、M47が就役した直後の1950年12月には、早くもM47の後継車両の開発を決定した。M47は、M4シャーマン中戦車に代わり第二次世界大戦後のアメリカ軍や西側諸国の主力戦車となるべく開発中であったT42中戦車を、1950年6月の朝鮮戦争の勃発に伴って急遽、M46の車体にT42の砲塔を搭載する形で完成させたものであり、車体を中心に基本的な設計は第二次大戦型のままであり、不具合も多く、様々に問題があったためである。
クライスラー社に発注された新型車両にはT48の試作番号が与えられ、朝鮮戦争への投入を可能とするため「1952年4月までには部隊配備が可能であること」との条件が与えられていた。クライスラー社ではM47の設計を徹底的に見直し、まずはM47で発生した振動・衝撃問題を回避するために位置を砲塔中央部に変更した新型のステレオ式測遠機と弾道計算機を搭載した。更にパルス・リレー式の砲塔旋回制御装置を搭載、弾道計算機と連動した高精度の砲塔・砲身制御（照準制御）を可能とした車両を設計し、これをT48として軍に提示した。
T48はエンジンおよびトランスミッションはM47と同様のものだが、操向装置を改良し、アメリカ軍の戦車としては初めてステアリングハンドル式となっている。同時にサスペンションも改良され、M46/47を凌ぐ機動性の発揮が可能となった。T48は、各種試験において全ての面でM47を大きく超えた性能を示したが、「砲塔内が狭すぎる」という点がM47において問題点として指摘されていたことから、砲塔を新設計の亀甲型としたT48E1が開発された。更に車体をT42中戦車の設計を発展させた舟型車体とし、補助操縦士（車体機銃射手を兼ねる）を廃止して操縦士のみとした、操縦席を車体の左右どちらにも偏らない中心軸線上に配置した新型車体としたT48E2が開発された。
T48E2は試験の結果、M47に代わる新型戦車として相応しい性能を持っていると結論され、1953年3月の試験終了と同時に「90mm砲戦車 M48（90mm Gun Tank M48）」として制式化され、量産発注が行われた。しかし開発が完了するまでに軍が求めた期限を12か月も超過しており、同年7月に休戦した朝鮮戦争には部隊配備は間に合わなかった。更に、ソビエト連邦軍が配備を進めている新型戦車T-54は西側戦車よりも威力の大きい長砲身100mm砲を装備し、装甲防御、機動性共に勝っていると判断されたため、M48は部隊配備と平行して更なる改良と設計を刷新した新型戦車の開発が必要と結論され、M48はそれらが完成するまでの暫定的存在という位置づけとなった。
|          | M46                                      | M47                                      | M48 | M60                                                                              |
| -------- | ---------------------------------------- | ---------------------------------------- | --- | -------------------------------------------------------------------------------- |
| 画像     |                                          |                                          | |                                                                                  |
| 世代     | 第1世代                                  | 第1世代                                  | 第1世代 | 第2世代                                                                          |
| 全長     | 8.48 m                                   | 8.51 m                                   | 9.30 m | 9.309 m                                                                          |
| 全幅     | 3.51 m                                   | 3.51 m                                   | 3.65 m | 3.60 m                                                                           |
| 全高     | 3.18 m                                   | 3.35 m                                   | 3.10 m | 3.30 m                                                                           |
| 重量     | 44 t                                     | 46 t                                     | 49 t | 52 t                                                                             |
| 主砲     | 50口径90mmライフル砲                     | 50口径90mmライフル砲                     | 43口径90mmライフル砲（A1-A3） 51口径105mmライフル砲（A5）                                                    | 51口径105mmライフル砲                                                            |
| 副武装   | 12.7mm重機関銃M2×1 7.62mm機関銃M1919A4×1 | 12.7mm重機関銃M2×1 7.62mm機関銃M1919A4×1 | 12.7mm重機関銃M2×1 7.62mm機関銃M73×1（A1-A3） 7.62mm機関銃M60E2×1（A5初期） 7.62mm機関銃M240C×1（A5後期）    | 12.7mm重機関銃M85×1 7.62mm機関銃M3/M60E2×1（A1） 7.62mm機関銃M240×1（A1RISE/A3） |
| エンジン | 空冷4サイクルV型12気筒 ガソリン          | 空冷4サイクルV型12気筒 ガソリン          | 空冷4サイクルV型12気筒 ツインターボチャージャーガソリン（A1/A2） ツインターボチャージド・ディーゼル（A3/A5） | 空冷4サイクルV型12気筒 ツインターボチャージド・ディーゼル                        |
| 最大出力 | 810 hp                                   | 810 hp                                   | 810 hp（ガソリン） / 750 hp（ディーゼル）                                                                    | 750 hp                                                                           |
| 最高速度 | 48 km/h                                  | 48 km/h                                  | 48 km/h | 48 km/h                                                                          |
| 懸架方式 | トーションバー                           | トーションバー                           | トーションバー                                                                                               | トーションバー                                                                   |
| 乗員数   | 5名                                      | 5名                                      | 4名 | 4名                                                                              |
| 装填方式 | 手動                                     | 手動                                     | 手動 | 手動                                                                             |

## 配備・運用
M48は、1952年-1959年に12,000両製造。初期型はガソリンエンジンを搭載していたが、航続距離が短い上に直撃弾によりすぐに引火した。加えて、敵弾が砲塔を貫通して砲塔旋回用の油圧系を切断した際に駆動油が乗員区画内部に勢いよく流出することがあり、その油の発火点が摂氏149度（華氏300度）と非常に低かった。そのため乗員区画での火災発生が多く、ダメージコントロールにおいての重大問題が判明した。このため、1974年の第四次中東戦争において、イスラエル国防軍（IDF）の車両が被弾した乗員区画内に火災を発生させて死傷者を出したり車両の焼損が多発、これらの解決のため、M60の開発と平行し、エンジンをディーゼルエンジンとし、砲塔駆動機構を改良したM48A3が開発された。
1970年代中頃よりは、M48はM60への更新が進められ、前線部隊の装備から外されて予備役部隊や州兵に移管されていた。アメリカ軍は、これらM48の主砲をM60と同じ51口径105mm戦車砲M68に換装すると共にエンジンやトランスミッションをM60と同一のものに換装することで、M60並みの戦闘能力を持つM48A5に改修することに成功した。
1990年代中期には、M48は州兵部隊も含めてアメリカ軍から完全に退役したものの、各国で現在も多数が使用中。アメリカ軍のM48にはM47やM60の退役車両と共に射撃訓練や各種兵器の実車標的とされたものも多く、各種の試験で標的とされて破壊される映像を見ることができる他、アメリカ、ワシントン州のヤキマトレーニングセンターでは2010年代においても実車標的として配置されている。

## 各型及び各国の派生型
T48
M47の各所を改修した改良試作型。
T48E1
T48の砲塔を新型にした改良試作型。
T48E2
T48の車体を新型のものとした改良試作型。制式化されM48となる。

### アメリカ

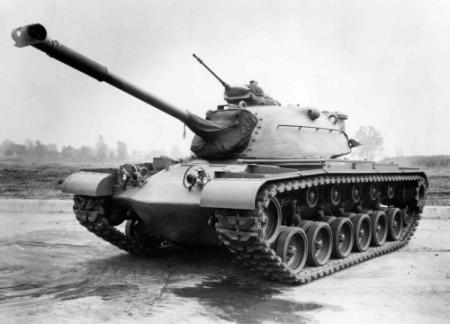
M48A1

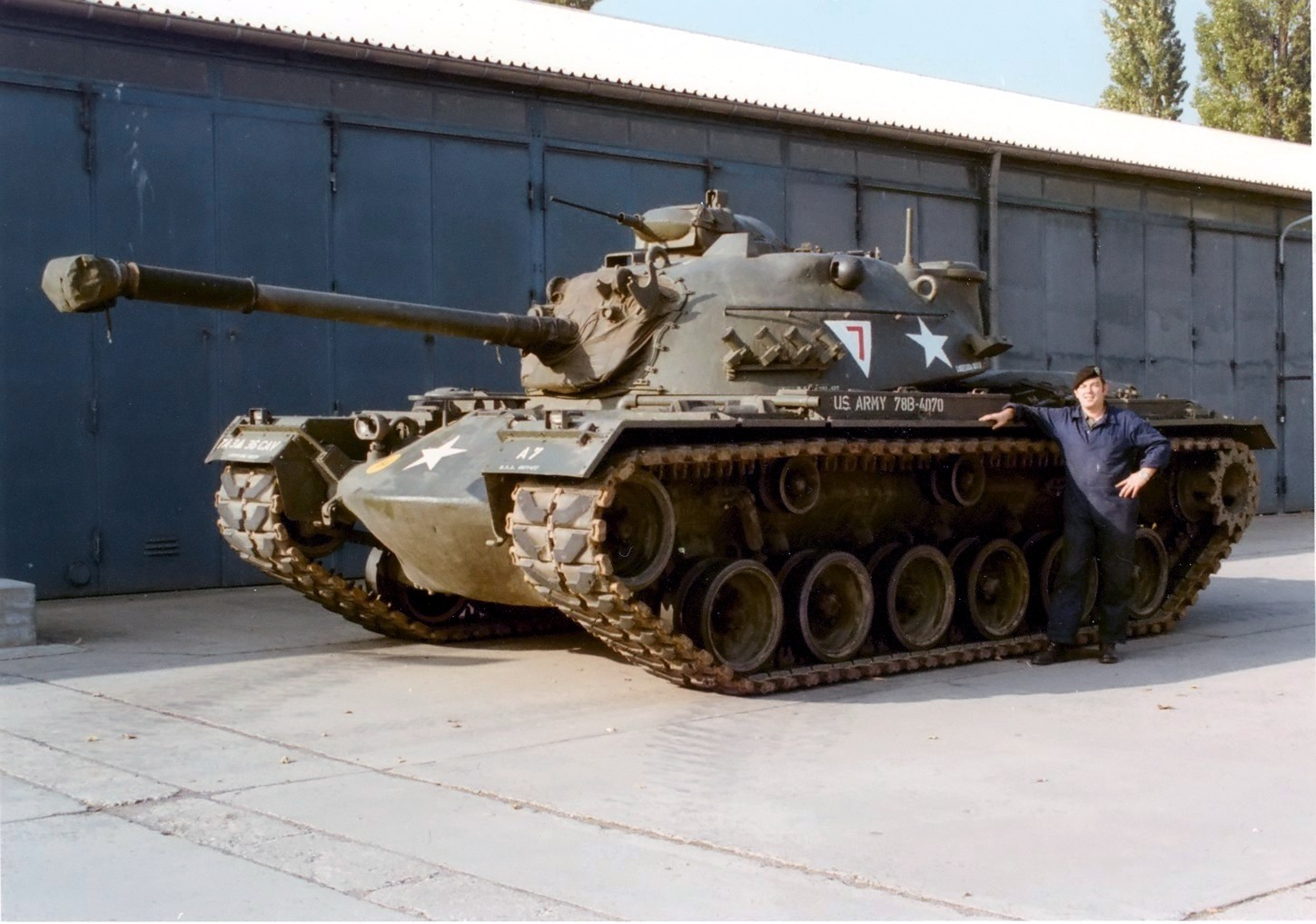
西ドイツ軍で使われたM48A2C。博物館へ譲渡される前にアメリカ軍の塗装が施された車輌

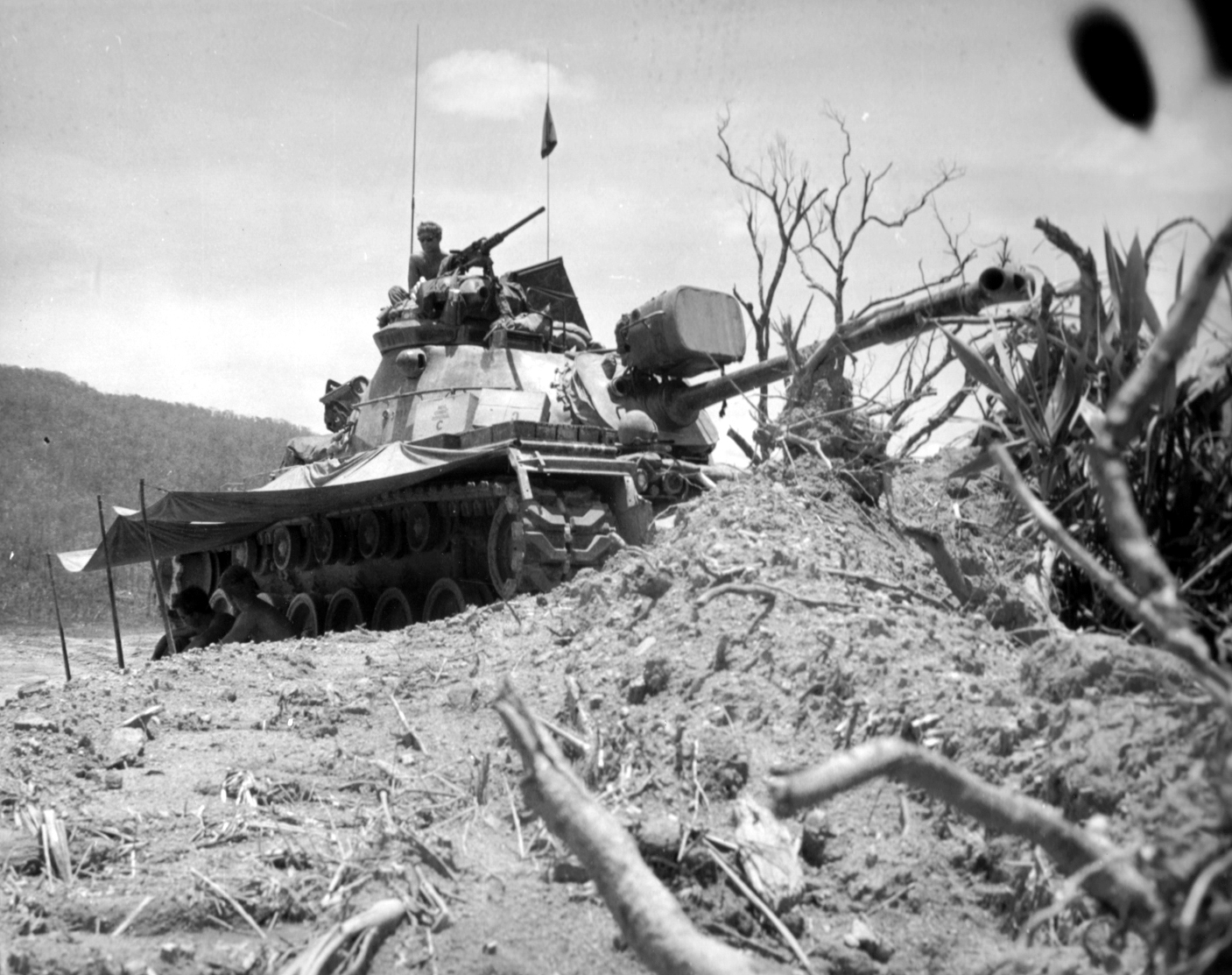
ベトナム戦争時のM48A3
M2重機関銃が外付けに改修されている

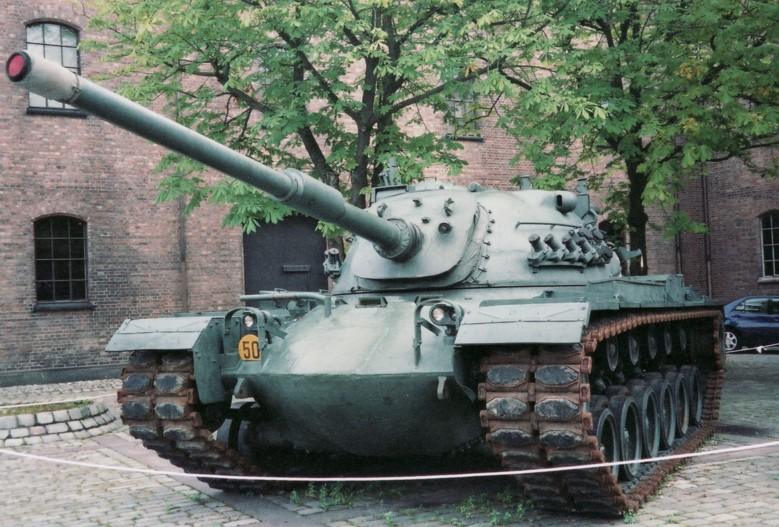
イスラエル型のウルダンキューポラと105mm砲など近代改修を施したM48A5

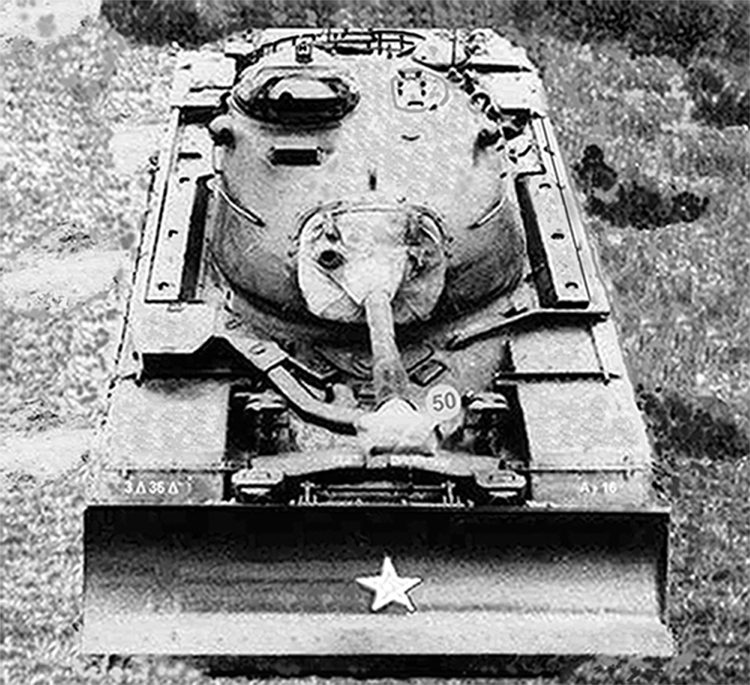
M48 DB

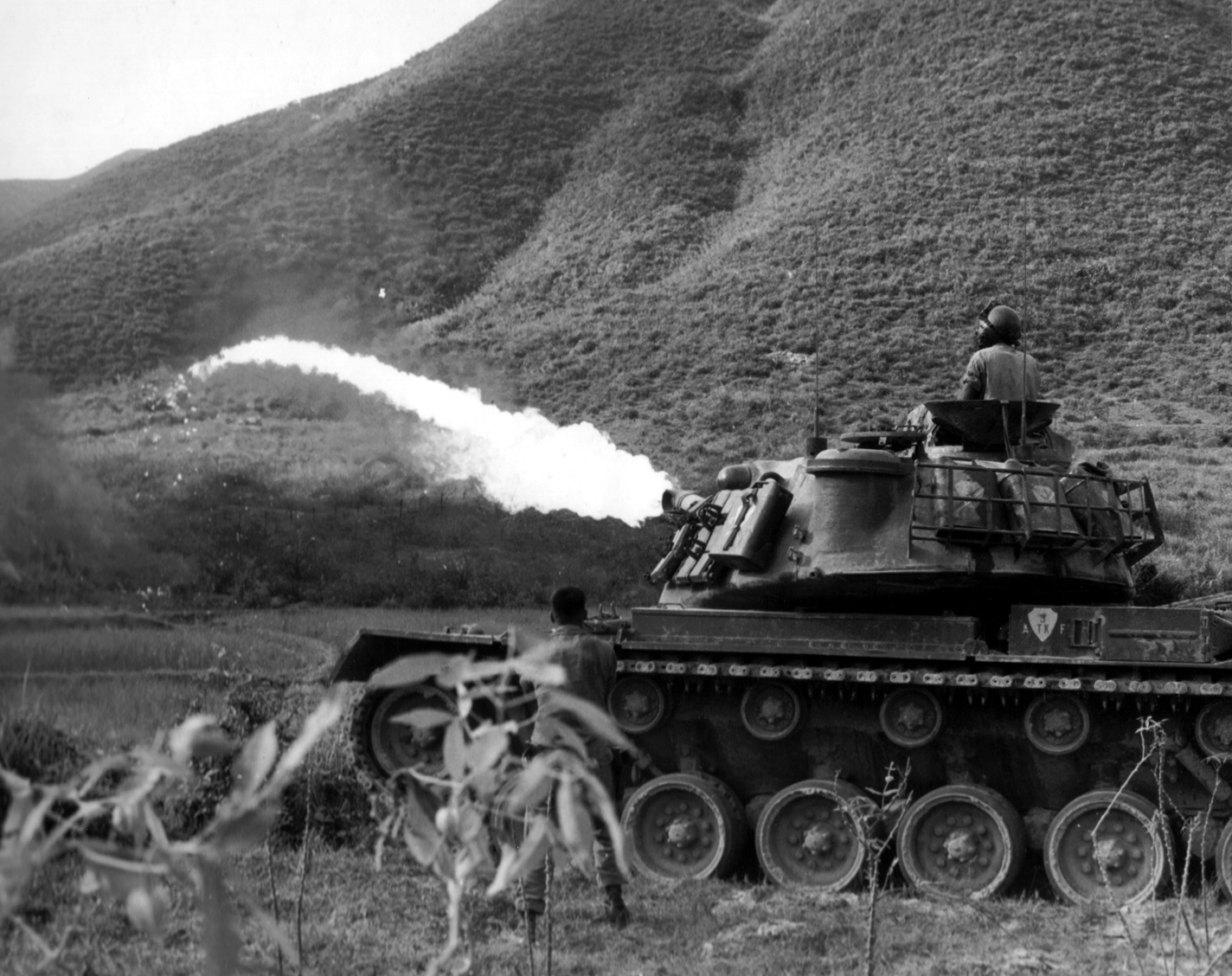
ベトナム戦争にて火炎を放射する、M67火炎放射戦車

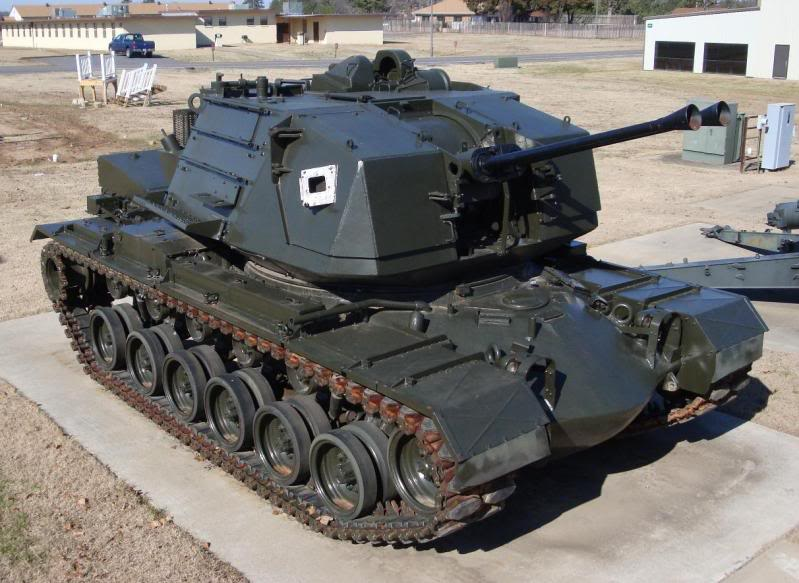
M247 サージェント・ヨーク

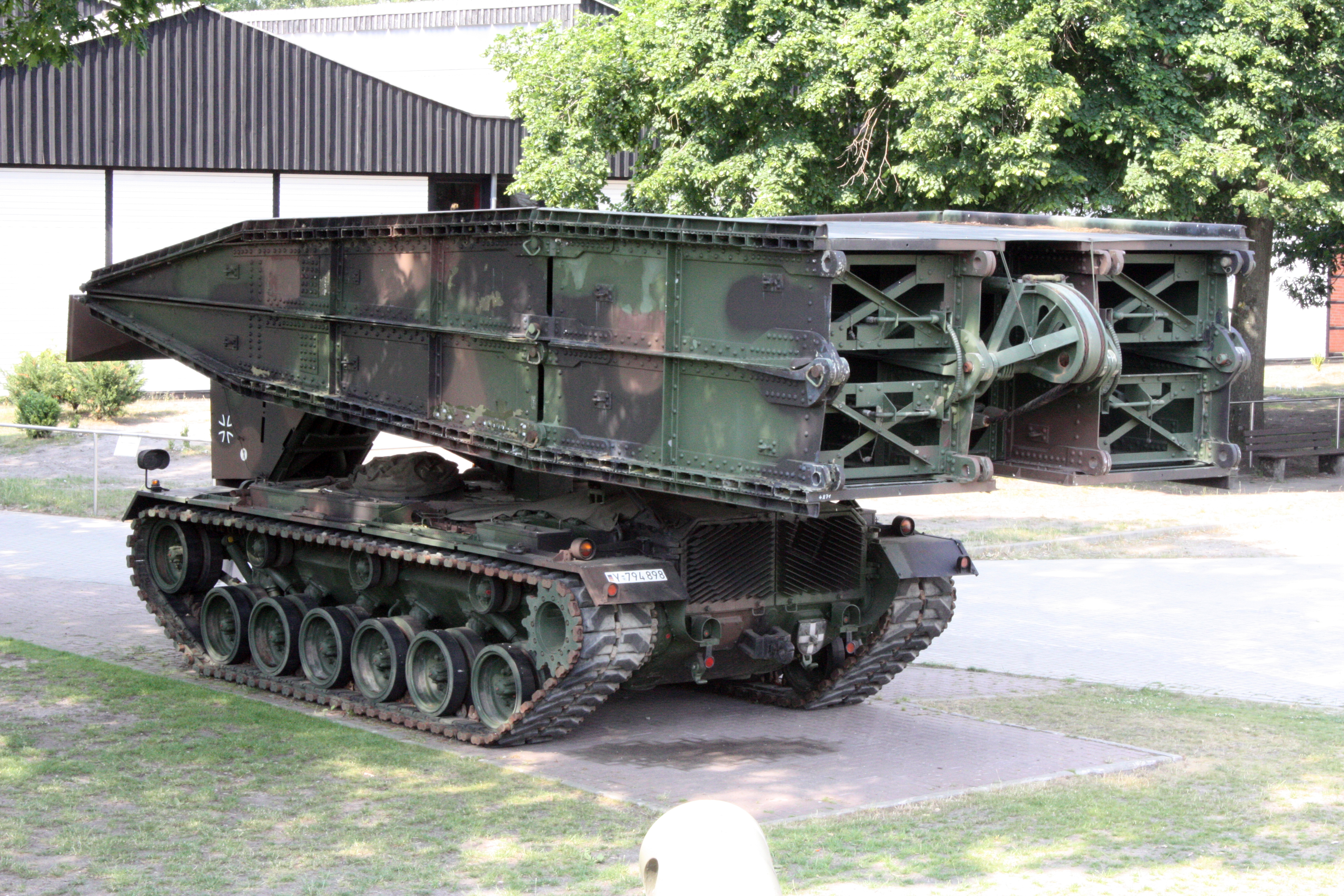
M48A2 AVLB
ムンスター戦車博物館

M48
M47と一線を画する車体と砲塔を有する。主砲は43口径90mm戦車砲M41。Y字型のマズルブレーキを有していたが、後にT字型へ変更された。
M48E1
M48の主砲を51口径105mm戦車砲M68に換装した試験試作車。M60開発の基礎となった。
M48E2
M48のエンジンをイギリス製の自動燃料噴射装置付き空冷ガソリンエンジンに換装した試験試作車。M48A2の基礎となった。
M48A1
新型の操縦席ハッチと、12.7mm重機関銃M2の操作と装弾を車内から行うことが可能なM1車長用キューポラを搭載した型。
M48A1E1
M48A1の主砲を、ロイヤル・オードナンス L7を国産化したM68に換装した試験試作車。M48E1と並びM60開発の基礎となった。
M48A1E2
M48A1のエンジンをコンチネンタル社製空冷ディーゼルエンジンに換装した試験試作車。上部支持輪が片側5個から3個に変更され、誘導輪が新型のものになっている。
M48E1、M48A1W1と共にM60開発の基礎となり、M60の試作型であるXM68に発展した。
M48A1E3
M48A1の車体にM60の砲塔を搭載し、空冷ディーゼルエンジンとクロスドライブ式自動変速機を搭載した試作試験車。その他各部を改修した後に制式化され、M48A5となった。
M48A2
パワーパックとトランスミッション、砲塔制御装置を改良し、リアパネルの改設計を行った型。
M48A2C
M48A2の測距装置をM17測距儀とし、操作の容易な操行装置、駐退復座機を搭載した型。上部支持輪は片側3個に変更されている。
当初は訓練用戦車として開発されたが、照準装置を始め各部の扱いが簡便なことから、主に友好国への供与車両として用いられた。
M48A3
M48A1のエンジンをディーゼルエンジンに換装し、新型の射撃統制装置を搭載した改良型。
M48A3 Mod. B
排気装置とテールランプに装甲を追加し、車長用キューポラに全周視察可能な追加部分を増備して嵩上げした型。ベトナム戦争での戦訓から開発され、主にベトナム派遣部隊で使用されたため、「ベトナム型（Mod.V もしくはVietnam.Mod）」とも呼ばれる。
ベトナムで使用された車両は、12.7mm機関銃をキューポラ内装式からキューポラ上部に銃架を増設し外装式にする現地改造が行われたものが多く、また、装填手ハッチの周囲に7.62mm機関銃用の銃架を増設する現地改造を行っている車両が多く存在している。
M48A4
M60A2の生産によって生じた余剰のM60の砲塔をM48A3に搭載した結合型。
M48A5
主砲を53口径105mm戦車砲M68に換装、同軸機銃を7.62mm機関銃M60E2に変更し、パワーパックをM60と同一規格のものに換装した型。新造はされず、全て既存のM48/A1/A2/A3を改修して製造された。
新しい同軸機銃に選定されたM60E2には問題が多く、1977年以降は順次7.62mm機関銃M240Cに換装されている。
M48A5PI
M1 キューポラをイスラエル製のウルダンキューポラに換装した型。
M48C
「生産上の不備から装甲防御力が不足している」とされた初期の生産車、約120両を前線部隊から引き揚げて訓練用戦車としたもの。通常の車両と区別するため、車体前面上部には「Non-Ballistic（耐弾能力なし）」と表記されている。
M48 DB (M48 Dozer Blade)
M8及びM8A1ドーザーブレードキットを装着した車両の通称。
M67火炎放射戦車
M48に火炎放射器を搭載した火炎放射戦車。アメリカ軍兵士には"ジッポー"（Zippo）のニックネームで呼ばれた。
M67A1
M48A1を基にした火炎放射戦車。
M67A2
M48A2の火炎放射戦車型。
M88装甲回収車
M48の車体を基に開発された装甲回収車。1960年代に開発され、ベトナム戦争に投入された。コンチネンタル AVSI-1790-6A ガソリンエンジン搭載。キューポラには12.7mm重機関銃M2搭載、ベトナム戦では防盾付きに改造された例もある。
M88A1装甲回収車
M88の改良型で、1970年代後半に開発された。エンジンはコンチネンタル AVDS-1790-2DR ディーゼルエンジンに換装。欧州や中東など多国に輸出。イスラエルに輸出された車両では、バーアーマー（スラットアーマー）の追加装備などの、独自改修が施された例もある。
M88A2ハーキュリーズ装甲回収車
M88A1の改良型で、1990年代に実戦配備された。エンジンはコンチネンタル AVDS 1790-8CR ディーゼルエンジンに換装された他、車体への装甲版追加、サイドスカート追加、クレーン本体の強化など改修は多岐に渡っている。回収能力が従来の56トンから70トンに増加し、M1エイブラムスなど、重量のある車両の回収作業も可能。米軍の他、エジプトなど数か国に輸出（M88A2輸入国の多くが、M1 エイブラムス戦車の導入国）。2009年にアメリカ海兵隊によりアフガニスタンのヘルマンド州に派遣された車両では、キューポラ周囲へのシールド追加（もしくは、M1A1 エイブラムス戦車と同型のキューポラに換装）・AN/ULQ-35 デュークIED起爆妨害装置の装備など、アップデートが行われていた。
M247 サージェント・ヨーク
M48の車体にボフォース 40mm機関砲2門と火器管制装置を装備した対空戦車。生産開始後に様々な問題点が浮上したのに加え、アメリカ空軍の圧倒的な制空能力の前に対空車両その物の必然性が薄れたため、初期生産分50両のみでキャンセルされ、多くは空軍の爆撃訓練の標的として転用された。
M48 AVLB (Armored Vehicle Launched Bridge)
砲塔を取り外したM48の車体に折りたたみ式の橋を搭載した架橋戦車。M48A2をベースに改修されたタイプが多いが、A5からの改修型も製造された。

### イギリス
M48 マークスマン（M48 Marksman）
M48の車体にイギリスで開発されたマークスマン対空砲塔システムを搭載した対空戦車仕様。2014年現在発注例はなく、採用国はない。

### イスラエル
E-48
M48のイスラエルにおける制式名。導入後しばらくはオリジナルのまま使用されたが、順次イスラエル軍により改修が施された。M48シリーズはイスラエル軍ではM60パットンとあわせて、マガフ （Magach（ヘブライ語: מג"ח）と呼ばれた。
E-48（M48A1）
西ドイツ軍が使用していたM48A1を購入したもの。第3次中東戦争においてヨルダン軍より鹵獲したM48A1もこれに含まれる。
E-48（M48A2）
西ドイツ軍が使用していたM48A2を購入したもの。
E-48（M48A2C）
西ドイツ軍が使用していたM48A2Cを購入したもの。
E-48（M48A3）
アメリカ軍が使用していたM48A3を購入したもの。
E-48 AVLB
M48 AVLBのイスラエル軍における正式呼称。
マガフ（Magach（ヘブライ語: מג"ח）
M48やM60にブレイザー爆発反応装甲を取り付けるなどした、イスラエル製の改良型戦車。M48を基にした型では、M48A1/A2/A3を基にしたマガフ3と、M48A5を基にしたマガフ5が存在する。
ペレフ（Pereh（פרא）
マガフ5（M48A5）からの改造車両で、砲塔後半部に12発のスパイク-NLOS対戦車ミサイル発射機を搭載した対戦車車両。“ペレフ”とはヘブライ語で「ローマ式投石機（オナガー）」の意。
2014年頃に存在が確認され、当初は「マガフ スパイク（Magach Spike）」と呼ばれた。

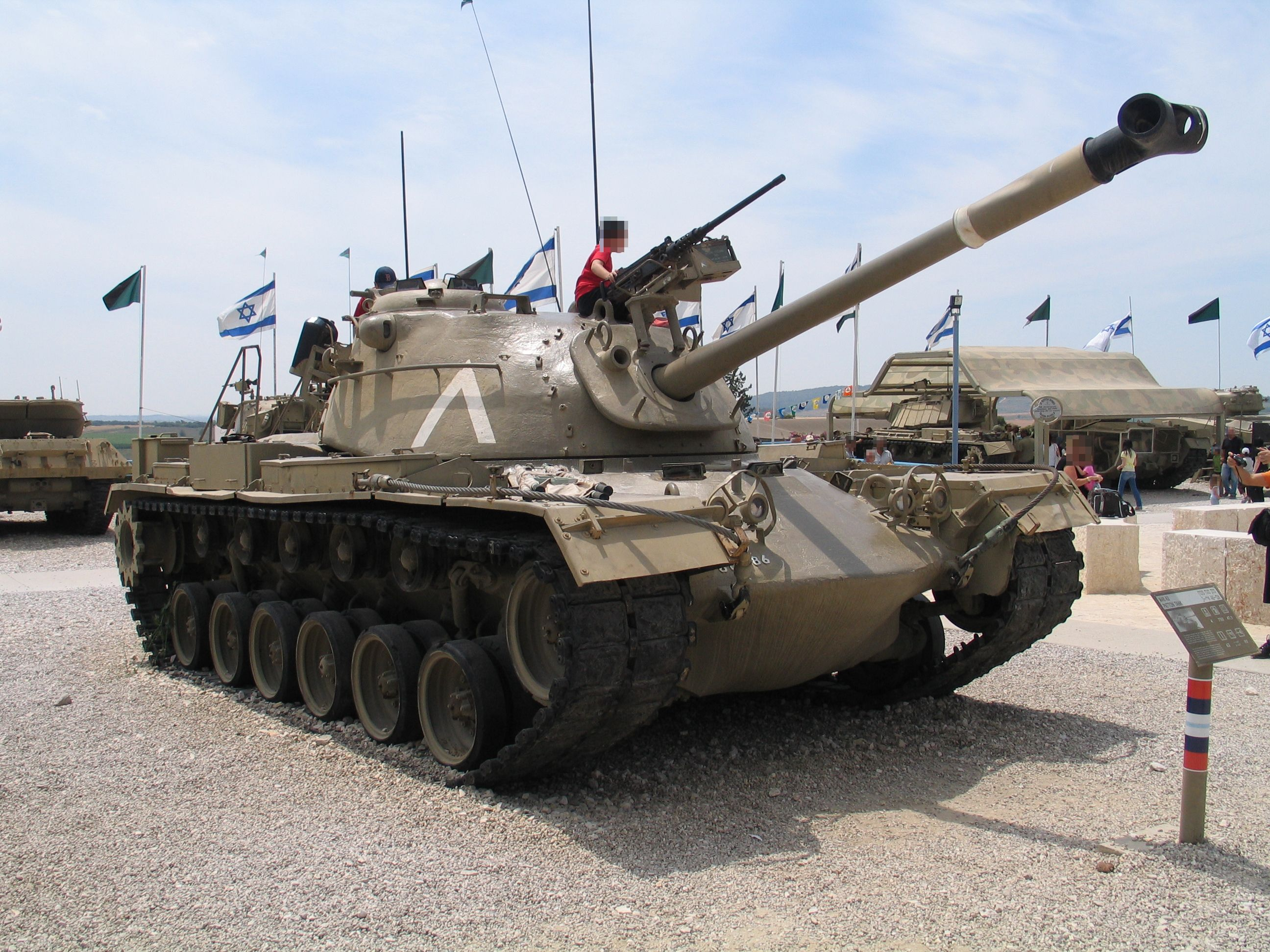
イスラエル国防軍のM48A3。主砲は43口径90mm戦車砲M41のままであるが、キューポラは背の低い物に交換され、M2重機関銃は砲身基部に移設されている。
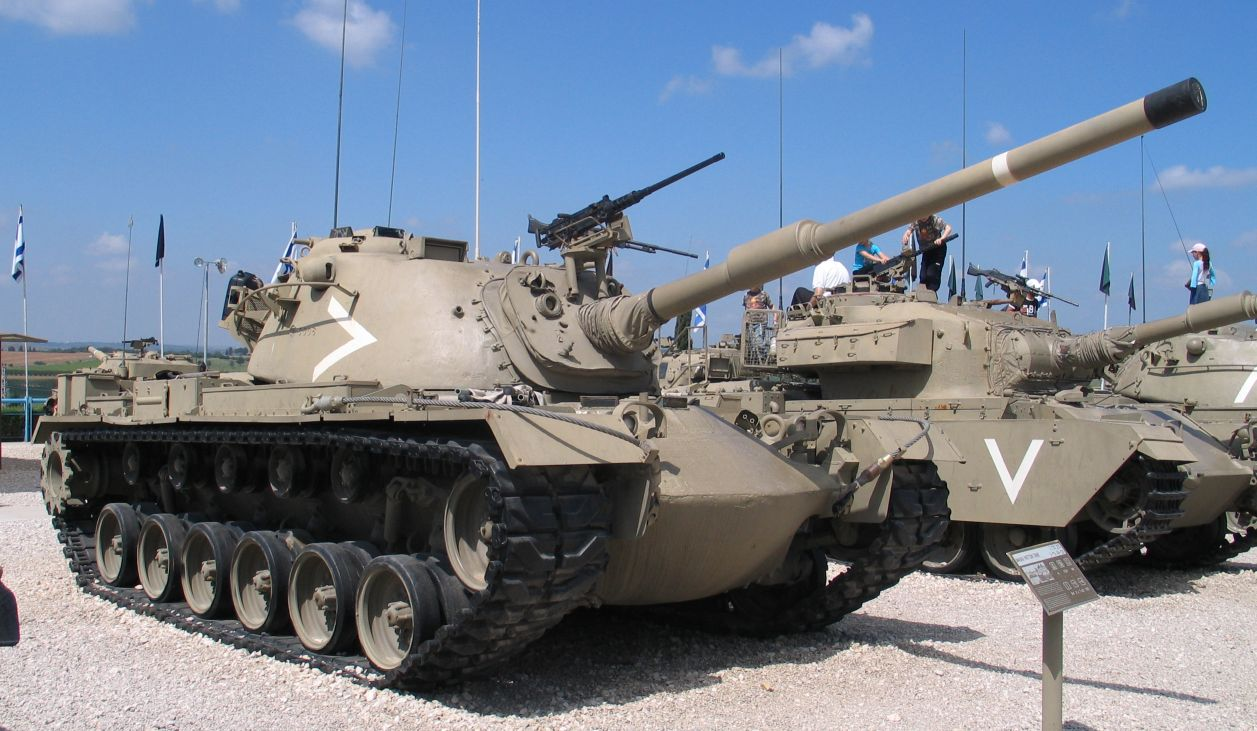
イスラエル国防軍が独自にM48A1/A2の主砲を51口径105mm戦車砲M68に換装したマガフ3。
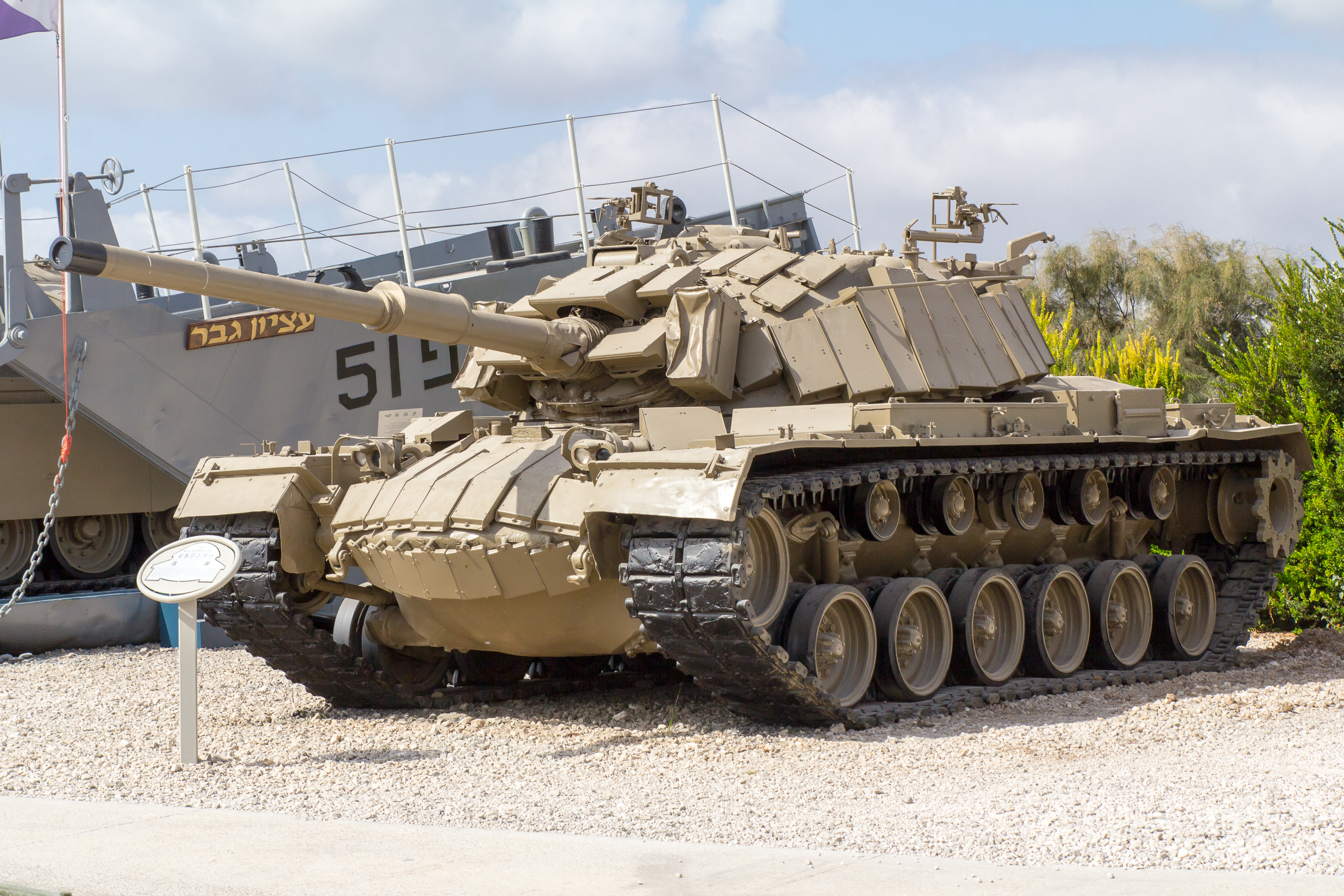
ブレイザー ERAを装着したマガフ3。この車両は1982年にシリア軍に鹵獲され、その後ソ連のクビンカ戦車博物館に展示されていたが、2016年にイスラエルのラトルン戦車博物館に返還された。
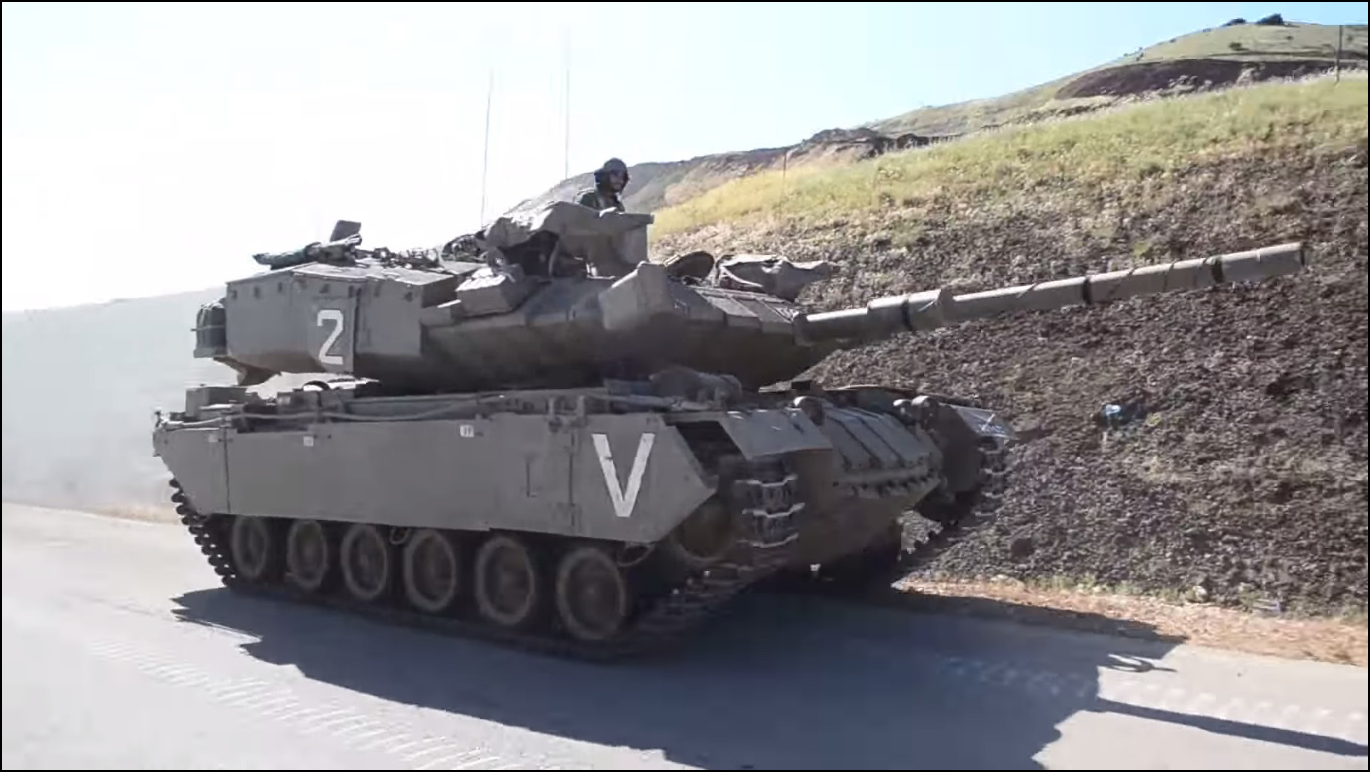
主砲をダミーとし砲塔後半部にスパイク-NLOS対戦車ミサイル発射機を搭載した、ペレフ自走対戦車ミサイル。

### ヨルダン
AB1
ヨルダン製の回収戦車仕様。
AB9B1
120mm滑腔砲を搭載した改良型。

### スペイン

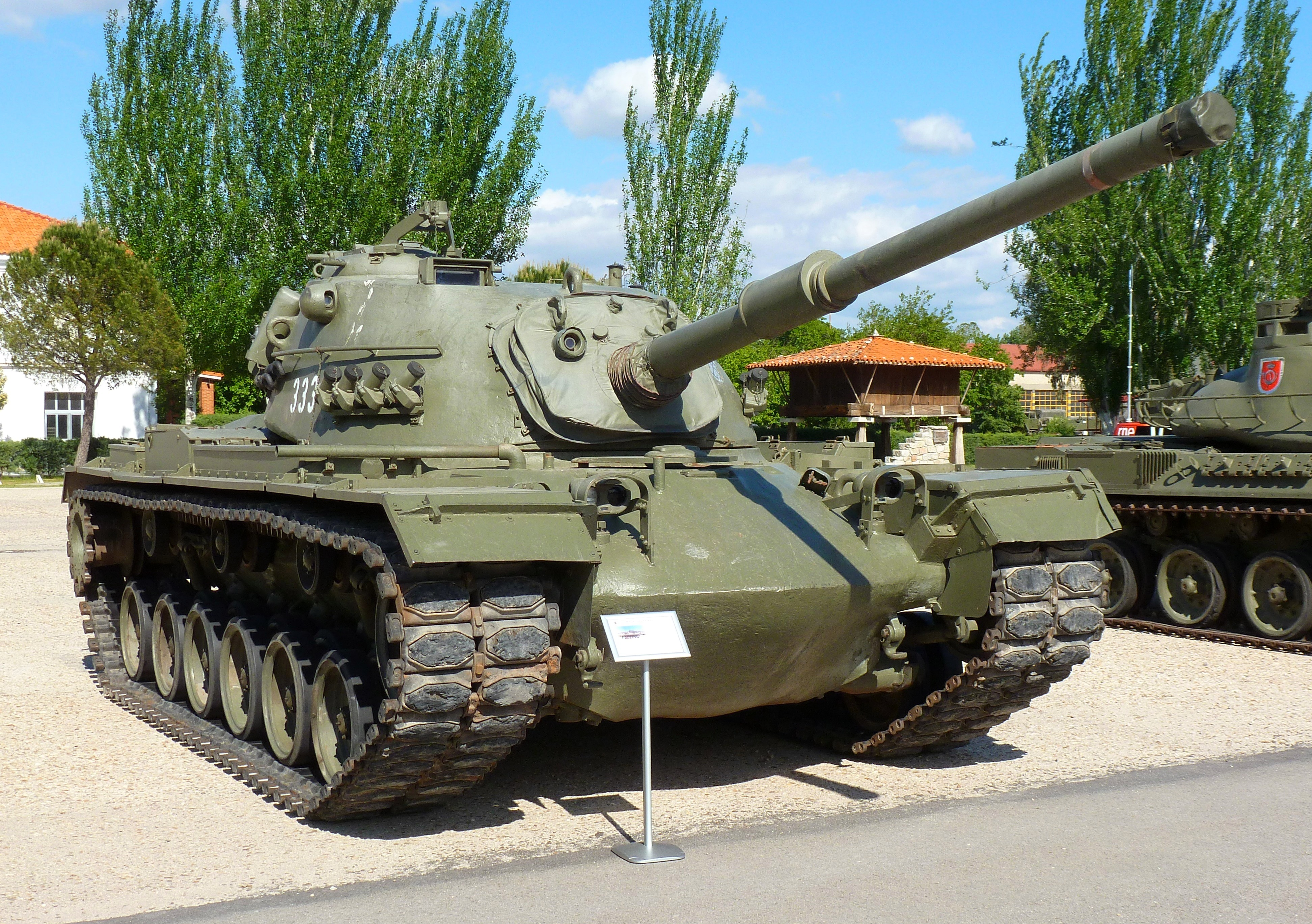
スペイン陸軍のM48A5E2

M48A5E
90mm砲搭載のM48を、105mm戦車砲に換装、M17B1C測距儀、M13A4弾道計算機、アメリカ軍仕様とは異なる白色光／赤外線サーチライトを搭載してM48A5規格に改装したスペイン軍仕様の-A5型。1978年から1979年にかけて導入された。
M48A5E1
M48A5Eの改修型。ドイツ製の発煙弾発射器を搭載する等の小改修が行われている。
M48A5E2
M48A5E1の改良型。暗視装置をパッシヴ式に変更し、レーザー測距儀、半導体素子式弾道コンピューターを備えるヒューズ社製 Mk7 火器管制装置に換装、車長用キューポラをウルダン社製の低姿勢キューポラに変更している。
1981年から1983年にかけて164両が改修され、1997年に全車が退役した。
M48A5E3
M48A5E2の改修型。夜間用照準器を熱線映像式に変更し、主砲安定装置を改修したもの。1993年に計画がキャンセルされたため、試作車が製作されたのみに終わった。
Alacran CZ-10/25E
スペイン製の戦闘工兵車仕様。ドーザーブレードを装備し、砲塔には主砲の代わりにショベルアームが装備されている。
Alacran CZ-10/30E
CZ-10/25Eの改良型。

### 韓国
M48A3K
M48A3に射撃統制装置、発煙弾発射機、T字型マズルブレーキ、車長用ペリスコープを追加し、エンジンをディーゼルエンジンに換装した改良型。
M48A5K
M48A5にサイドスカートを追加し、LTFCS（Laser Tank Fire Control System ）と呼ばれる新型射撃統制装置を追加した改修型。

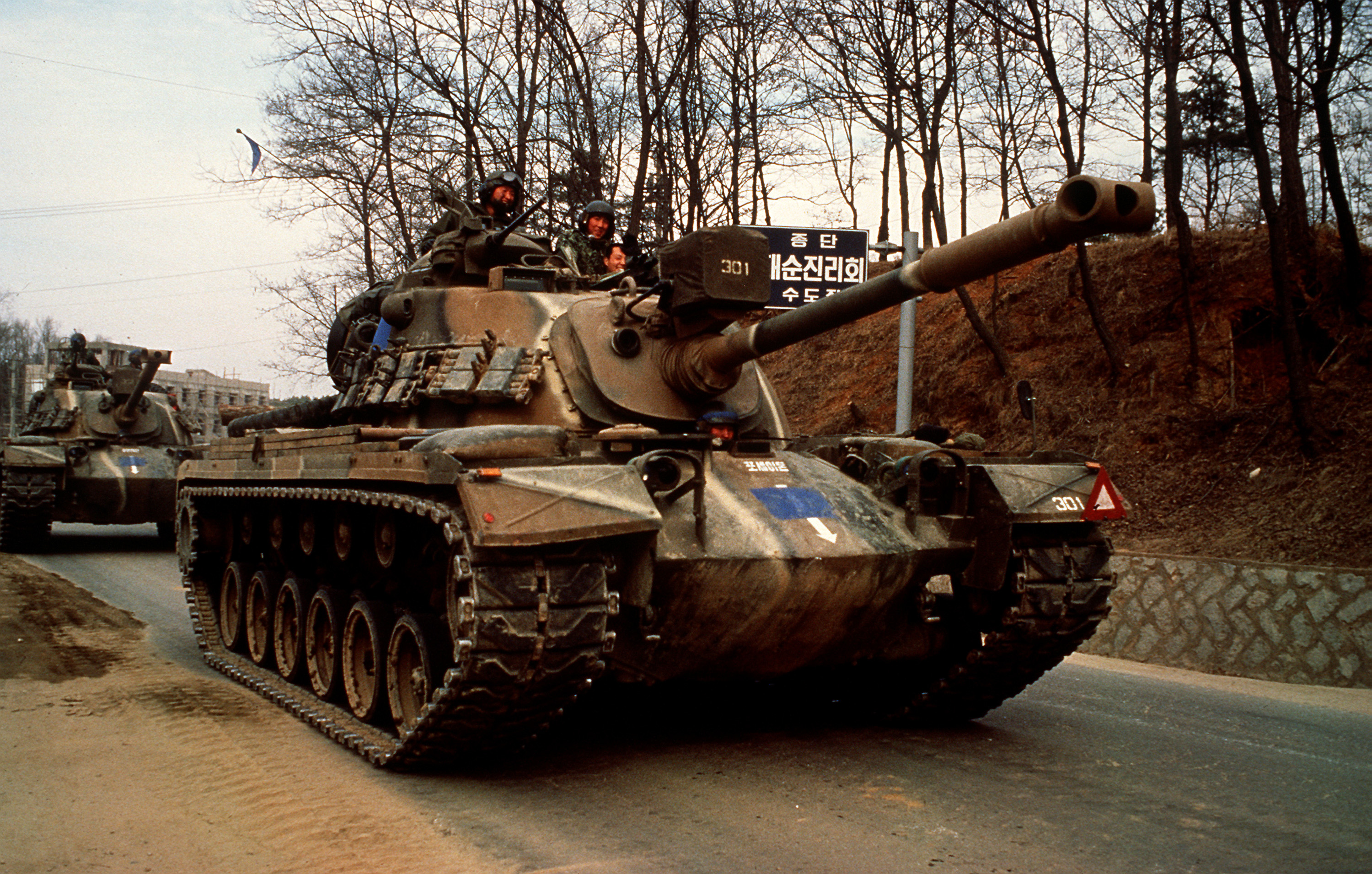
韓国陸軍のM48A3、1989年。
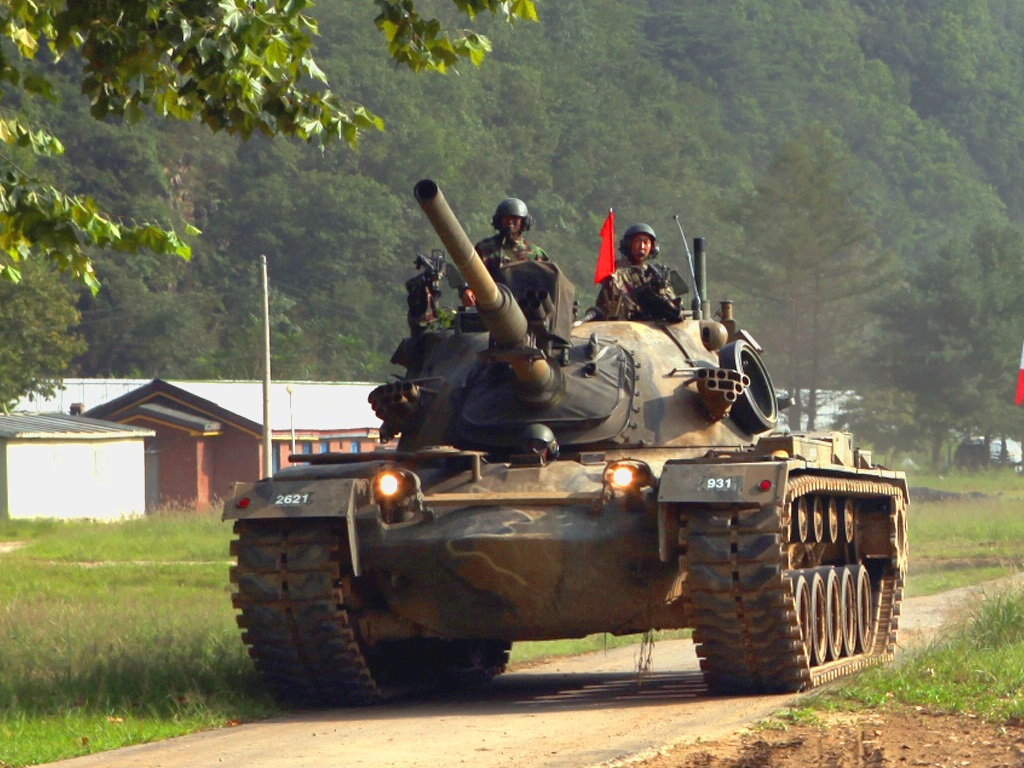
韓国陸軍のM48A5K、2012年。

### 台湾
CM11/M48H
M48A5の砲塔をM60A3の車体に搭載し、射撃統制装置を改良した型。爆発反応装甲を装備する改修を受けたものもある。
CM12
M48A3にCM11と同等の武装と射撃統制装置を追加した型。

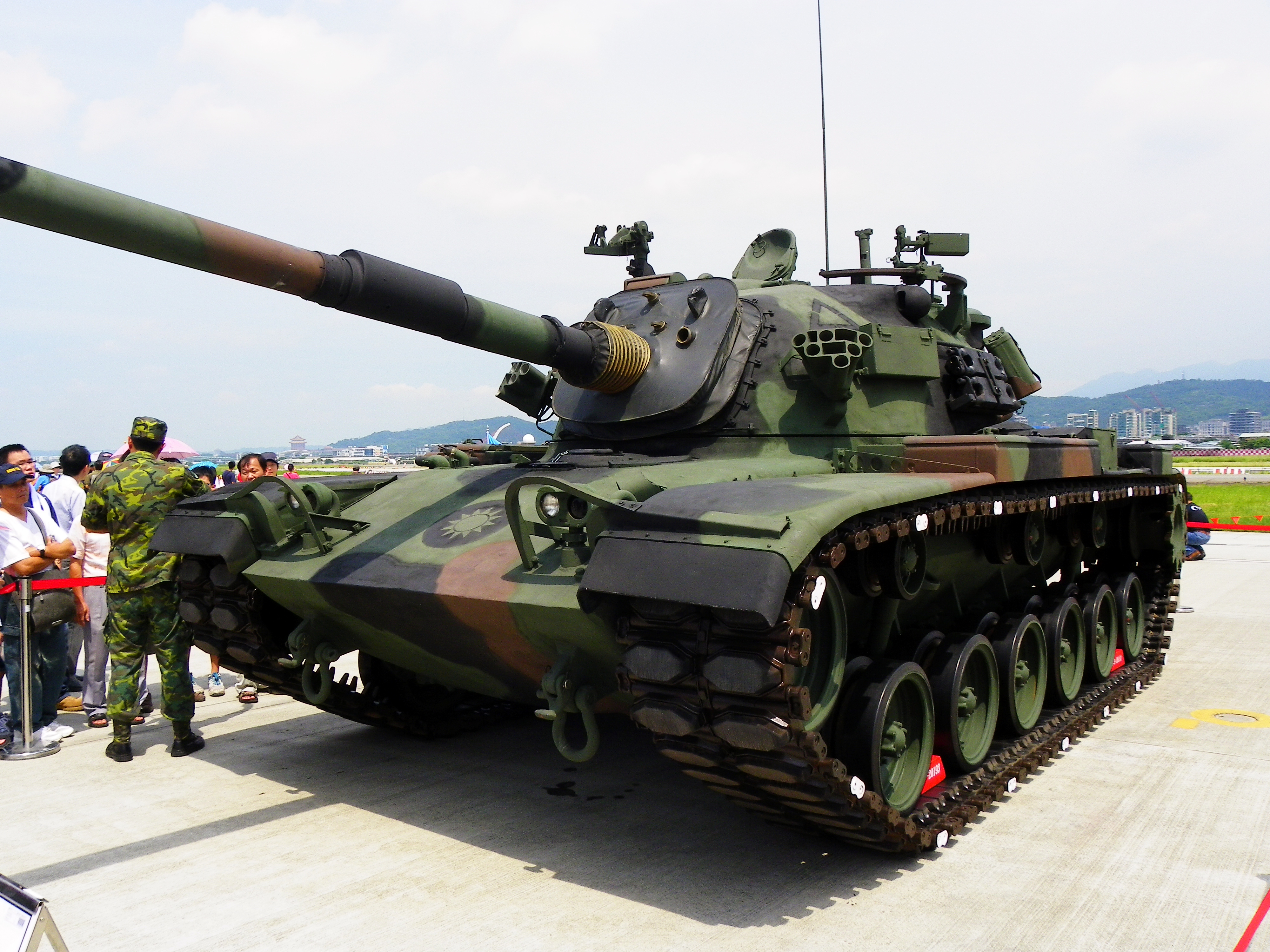
CM11（M48H）
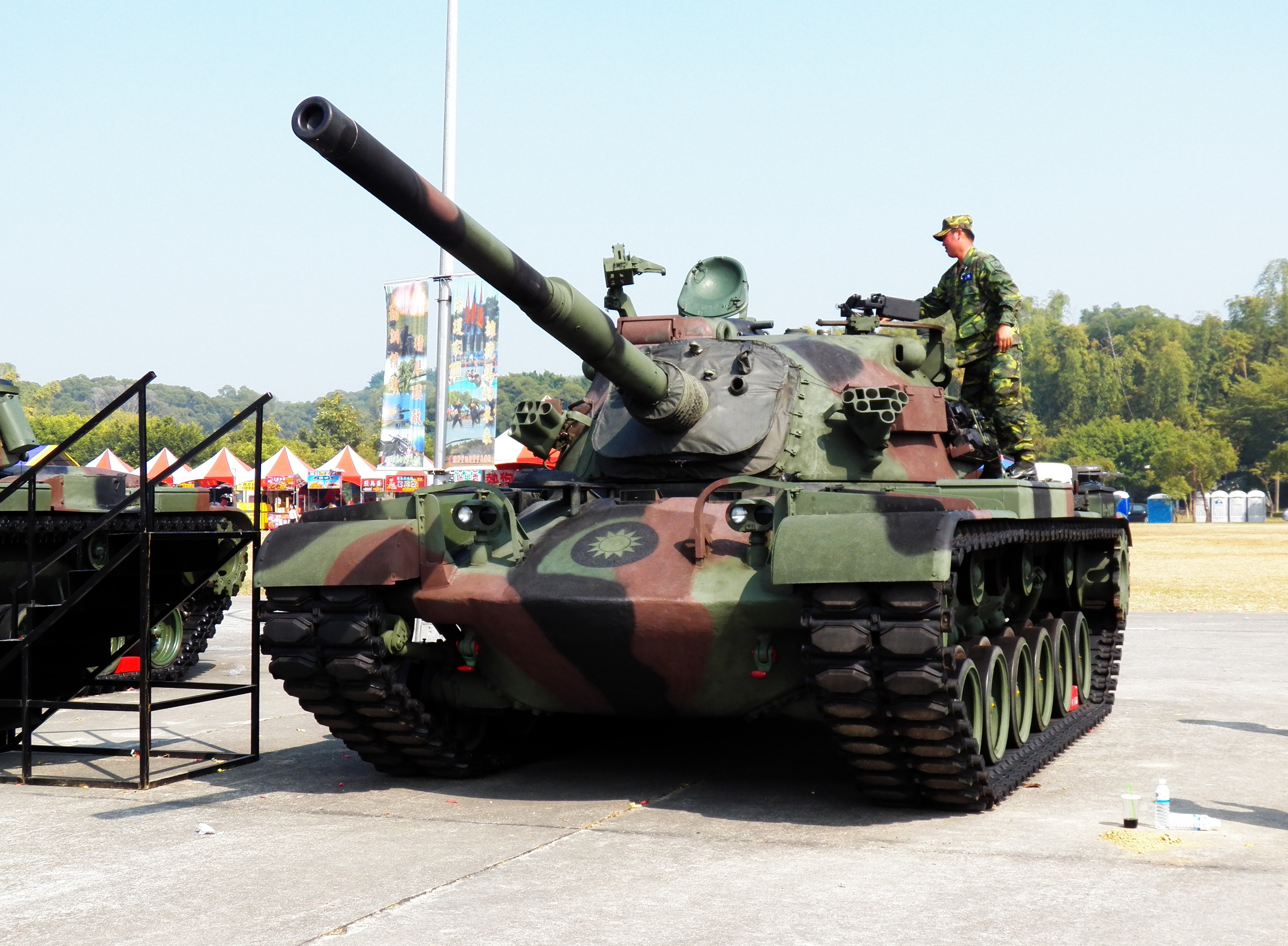
陸軍歩兵学校で展示されるCM12

### トルコ
M48A5T1
トルコがM48に51口径105mm戦車砲M68とMTU ディーゼルエンジン、光増幅式暗視装置を搭載してM48A5仕様にアップグレードした改良型。
M48A5T2
M48A5T1に赤外線照準器とレーザー測距儀を搭載
M48T5 "Tamay" ARV
トルコがM48の車体をベースにして開発した回収戦車。

### 西ドイツ
M48A2GA2
M48A2の主砲を51口径105mm戦車砲M68に換装したうえに、同軸機銃の7.62mm機関銃M73とキューポラの12.7mm重機関銃M2も西ドイツ国産の7.62mm汎用機関銃MG3に換装し、キューポラもアメリカ製のM1 キューポラから背の低いキューポラに交換した改良型。西ドイツのヴェグマン社で約650両が改修生産された。
カイラー装甲地雷除去車
Minenräumpanzer Keiler
M48A2Cの車体を基にした地雷処理戦車。
スーパーM48
民間で考案された、M48の改修キット、主砲を51口径105mm戦車砲M68に、砲塔を新設計の物に換装。エンジンも新型のディーゼルエンジンに換装。試作車が開発されたのみで、実際に採用されることはなかった。

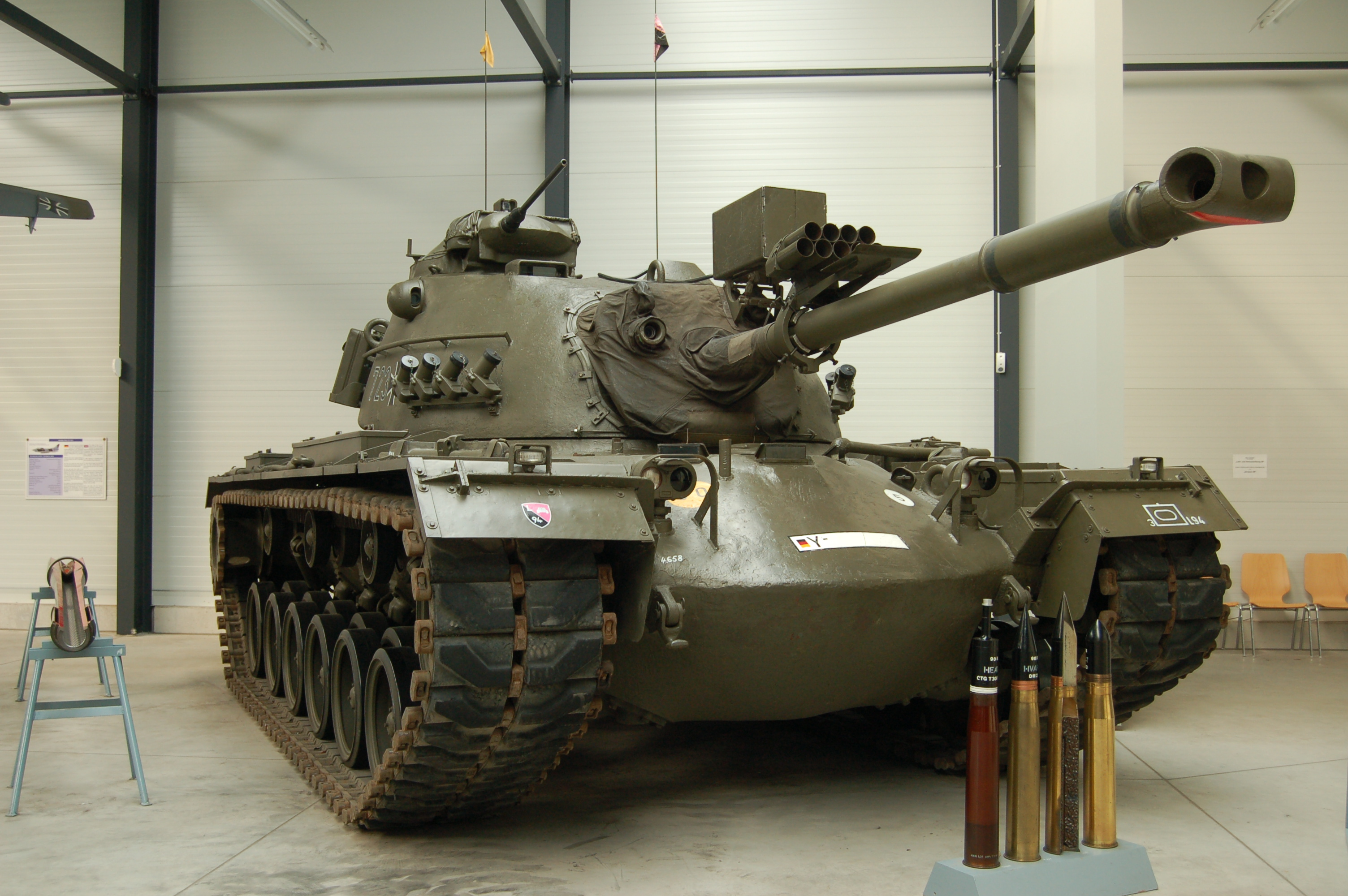
西ドイツ軍のM48A2C。T字型のマズルブレーキが確認できるため、主砲は43口径90mm戦車砲M36のままであることが分かる
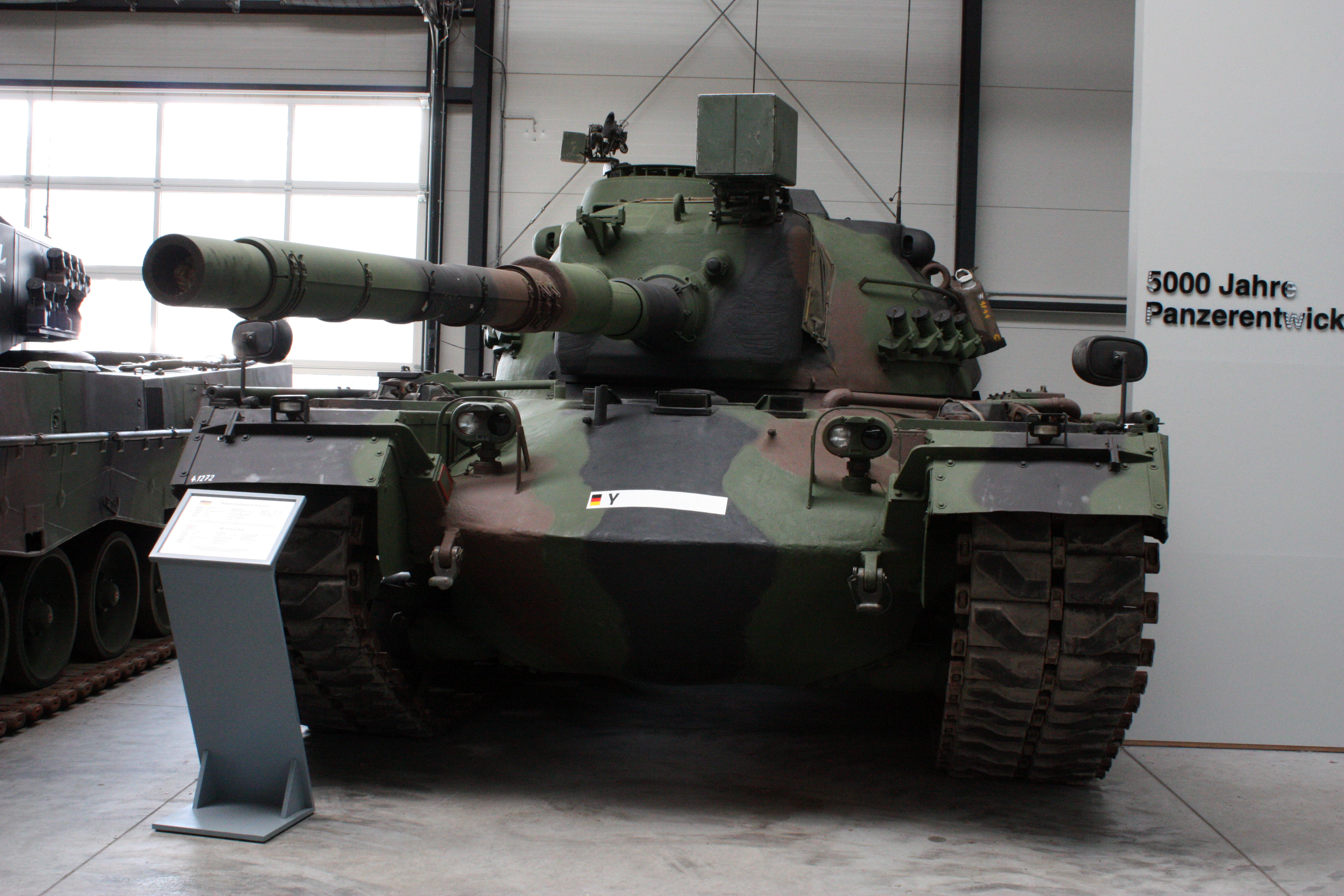
西ドイツ軍がM48A2の主砲を51口径105mm戦車砲M68に換装したM48A2GA2。主砲防盾の形状がオリジナルのM48と異なる
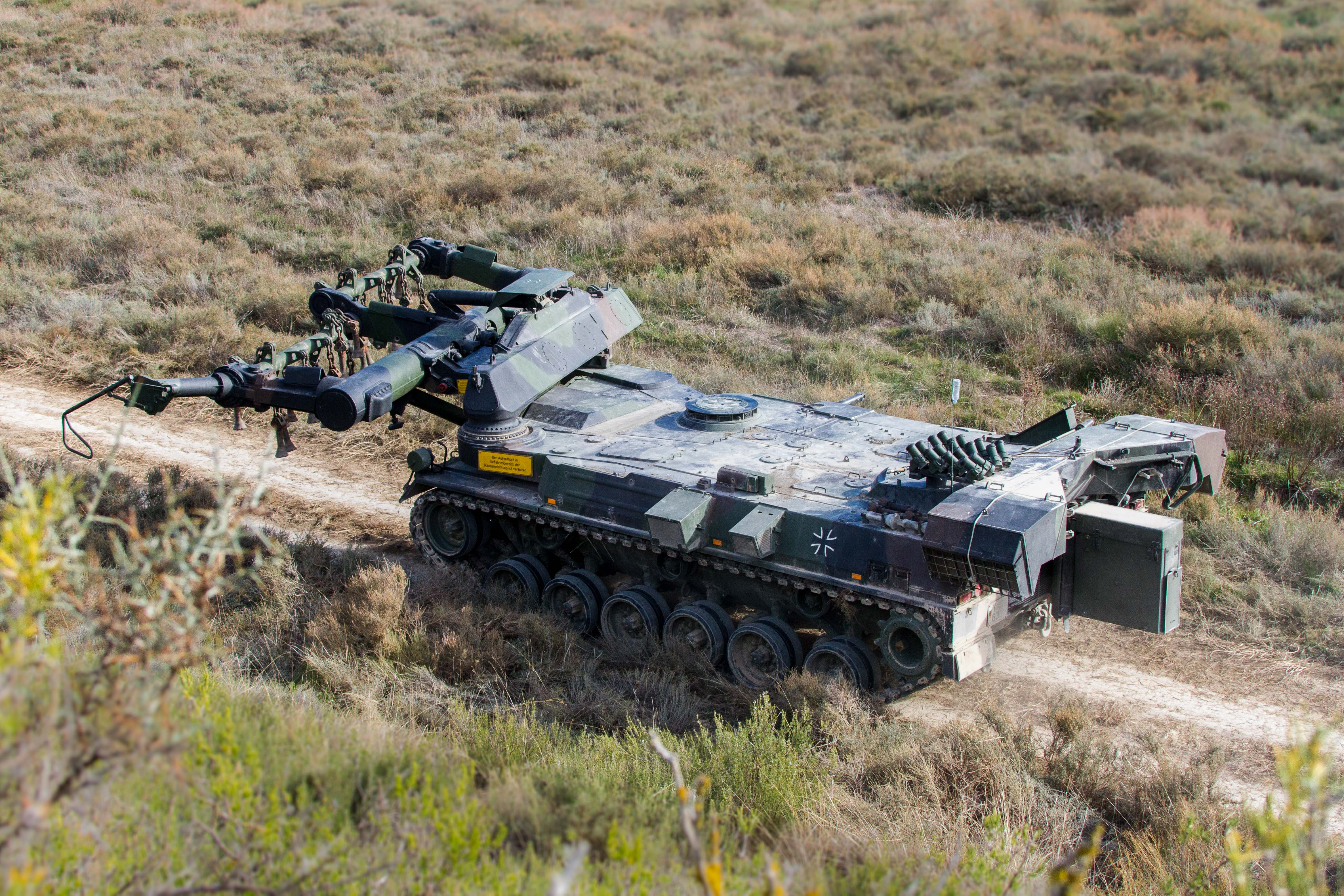
カイラー装甲地雷除去車

## 実戦経験
ベトナム戦争
主にアメリカ海兵隊と南ベトナム政府軍が使用。海兵隊はM67火炎放射戦車も投入し、これが（確認されている限り）火炎放射戦車が使用された最後の戦争でもある。また、この当時まで、M48はアメリカ軍の最重量戦車であった。
印パ戦争
M47と共に第二次、第三次印パ戦争にてパキスタン軍が使用するが、インド軍のセンチュリオンの待ち伏せ攻撃により敗退。
第三次中東戦争
イスラエル国防軍とヨルダン軍の双方が使用するが、ヨルダン軍のM48はイスラエル国防軍のM50/M51 スーパーシャーマンに敗北した一方で、逆にイスラエル国防軍のM48はエジプト軍のT-54/55やT-34-85、IS-3Mに圧勝した。なお、この戦いの際に、イスラエルはヨルダンから数十両のM48を鹵獲した。
第四次中東戦争
イスラエル国防軍がM60やセンチュリオンと共に使用。
トルコのキプロス侵攻
トルコ軍が使用。
レバノン内戦
レバノン政府軍とキリスト教徒系民兵組織「レバノン軍団」が運用。
中越戦争
ベトナム人民軍が、南ベトナム軍の車両を運用した可能性がある。
イラン・イラク戦争
イラン軍が使用するが、イラン革命に伴うアメリカとの関係悪化により予備部品が枯渇し、稼働率が低下していた可能性が高い。
モガディシュの戦闘
パキスタン軍のM48がM113と共に、モガディシュ市内に孤立した米軍部隊の撤退援護に出動。
タイ・カンボジア国境における両軍の衝突
タイ王国陸軍のM48A5が移動している様子や前線と思わしき場所で砲撃している様子が確認されている。

## 採用国
- ギリシャ
- イラン
- イスラエル
- ヨルダン
- 韓国
- レバノン - 2024年時点で、レバノン陸軍が92両のM48A1/A5を保有[2]。
- モロッコ - 2024年時点で、モロッコ陸軍が推定200両のM48A5を保管中[3]。
- ノルウェー
- パキスタン
- スペイン
- 中華民国（台湾）
- タイ
- チュニジア
- トルコ
- アメリカ合衆国
- 西ドイツ
- ベトナム共和国

## 登場作品

### 映画
『FLU 運命の36時間』
韓国陸軍のM48A3Kが登場。H5N1ウイルスの蔓延により封鎖された盆唐区区内や、軍が封鎖した高速道路上に展開している。
『愛と精霊の家』
チリ・クーデターのシーンにて、M48A5がチリ軍の戦車として登場。
なお、実際にはチリ軍はM48を使用していない。劇中に登場した車両は、ロケ地のポルトガル陸軍の装備車両である。
『パットン大戦車軍団』
前半のクライマックスである北アフリカでの戦車戦において、ドイツアフリカ軍団の戦車として多数の車両が登場するほか、M41軽戦車に混じってアメリカ軍の戦車としても登場している。
ロケ地のスペイン陸軍の車両であり、ドイツ軍戦車役・アメリカ軍戦車役ともに砲身に排煙器がなく、車長用キューポラは銃塔ではなく低姿勢型のものになっている。ドイツ軍戦車役の車両は、砲身先端にティーガーIのものに似たマズルブレーキが装備されている。
『メガフォース』
A5が、作中の悪役である「グエラ戦車隊」の戦車として登場。
『野性の証明』
A5が陸上自衛隊第6師団のマーキングを描かれて自衛隊車両として登場。作品の内容上、防衛庁（当時）の協力が得られなかったため、装甲車両が登場するシーンはアメリカでカリフォルニア州軍の協力のもとに撮影されている。
『ソウルの春』
大韓民国陸軍の戦車としてM48A3Kが登場。劇中では鎮圧軍・反乱軍双方が使用しており、前者では首都警備司令部や第26師団、首都機械化歩兵師団が、後者では首都警備司令部第30警備団や第9歩兵師団、特殊戦司令部第2空挺旅団がそれぞれ運用する。なお、現実では特殊戦司令部麾下の空挺旅団に戦車部隊は所属していない。
粛軍クーデターを扱った内容上、軍の協力は得られなかったため、撮影では新規に製作されたレプリカの他、CGが用いられている。

### テレビドラマ
『ウルトラマン』
自衛隊または防衛隊の戦車として第21話・第27話に登場。61式戦車やM4中戦車などとともに怪獣迎撃に当たっている。
『光速エスパー』
自衛隊の戦車として第5話に登場。送電線を捕食する宇宙微生物を攻撃するためにM4とともに出動している。
『スペクトルマン』
防衛隊の戦車として第23話・第25話・第29話・第31話・第38話などに登場。IV号戦車などとともに怪獣と交戦している。
『戦え! マイティジャック』
日本の戦車として第22話に登場。東京に出現したビッグQに対し、61式戦車やIV号戦車などとともに出動している。
『第5共和国』
粛軍クーデターを取り上げたエピソードにおいて、首都警備司令部所属車両が登場。クーデター部隊を鎮圧するべく張泰玩首都警備司令官の命令で出撃するが、最終的にクーデター鎮圧に失敗する。また、光州事件を取り上げたエピソードにおいては光州市に再入城する戒厳軍部隊の戦車として登場する。
撮影に当たっては実際のM48ではなく、ショベルカーを改造してM48の実車に精巧に似せたレプリカ車両が使用された。

### ゲーム
『Wargame Red Dragon』
NATO陣営のアメリカ軍デッキで使用可能な戦車として迷彩を施したA4が登場する。
『War thunder』
アメリカ、ドイツ、中国の各陸軍ツリーにそれぞれの派生型も含めて登場する。
『World of Tanks』
アメリカ中戦車M48A5 パットンとして登場。
『ウルトラ作戦 科特隊出動せよ!』
防衛隊の戦車として第6話に登場。M4中戦車とともに東京XXポイントにて科特隊と協力してエックスを攻撃する。
『コール オブ デューティ ブラックオプス』
マルチプレイの一部マップにオブジェクトとして配置されている。
『トータル・タンク・シミュレーター』
アメリカの超重戦車PTTNとして登場。
『バトルフィールド ベトナム』
アメリカ陸軍・アメリカ海兵隊・南ベトナム軍の戦車として登場する。